# Phakphok
Phakphok (nep. फाकफोक) – gaun wikas samiti we wschodniej części Nepalu w strefie Meći w dystrykcie Ilam. Według nepalskiego spisu powszechnego z 2001 roku liczył on 906 gospodarstw domowych i 5288 mieszkańców (2607 kobiet i 2681 mężczyzn).